# Mohammad Bahr al-Ouloum
Mohammad Bahr al-Ouloum,né le 17 décembre 1927 à Nadjaf et mort le 7 avril 2015 dans la même ville, est un chef religieux chiite et un homme d'État irakien.

## Biographie
Opposant de longue date à Saddam Hussein, il s'exile à Londres en 1992. En novembre de cette année, il est nommé au directoire du Congrès national irakien, aux côtés du général Hassan Naqib et du leader kurde Massoud Barzani.
À la chute de Saddam Hussein, il est nommé au sein du gouvernement provisoire irakien, dont il assume la présidence tournante du 13 au 31 juillet 2003. Il se retire du gouvernement en août 2003 pour protester contre le manque de sécurité après l'assassinat de l'ayatollah Mohammed Baqr al-Hakim. Il assume à nouveau la présidence du gouvernement provisoire du 1er mars au 1er avril 2004. 
Il est le père de Ibrahim Mohammad Bahr al-Ouloum, ministre du Pétrole en 2003–2004, puis en 2005.